# Beitbridge
Beitbridge je město v Zimbabwe. Je správním centrem stejnojmenného distriktu v provincii Jižní Matabeleland a jeho nadmořská výška činí 457 m. V Beitbridge žije přibližně 42 tisíc obyvatel.
Město bylo založeno v roce 1929. Jeho název odkazuje na most přes řeku Limpopo a na místního diamantového magnáta Alfreda Beita. Původní most byl v roce 1995 nahrazen novou konstrukcí od firmy Murray & Roberts. Nachází se zde nejrušnější hraniční přechod ze Zimbabwe do Jihoafrické republiky, který překračuje až 30 000 osob denně. Dálnice A4 vede z Beitbridge od hlavního města Harare, vzdáleného 580 km.
Počet obyvatel roste, do Beitbridge přichází množství lidí z celého Zimbabwe, kteří se zde pokoušejí dostat do Jihoafrické republiky, kde je vyšší životní úroveň. Častým jevem je pašování zboží i osob.